# Andrew Croft
Pour les articles homonymes, voir Croft.
Colonel Noel Andrew Croft, né à Stevenage le 30 novembre 1906 et mort le 26 juin 1998, est un militaire, explorateur et alpiniste britannique. 

## Biographie
En 1934, il effectue comme photographe de l'expédition, avec Martin Lindsay et Arthur Stuart Godfrey, une traversée du Groenland d'ouest en est en partant du nord du Jacobshavn pour arriver à Angmagssalik. 
Pendant la Seconde Guerre mondiale, il est membre du Special Operations Executive et part en opération en Norvège et en Corse. Il est attaché militaire en Suède et effectue une expédition à travers le Groenland, qui lui vaut d'être enregistré pendant plus de 60 ans au Livre Guinness des records pour l'expédition solitaire la plus longue. 
Commandant du Corps des Cadets du Metropolitan Police Service et alpiniste, en 1953, il revient d'une expédition à l'Everest menée par Eric Shipton ; la même année, une autre équipe comprenant Edmund Hillary et le sherpa Tensing Norgay est la première à atteindre le sommet.